# Perle d'oriente/La Giudecca
Perle d'oriente/La Giudecca è un 7'' dei Rondò Veneziano pubblicato in Germania dalla Baby Records nel 1986 e tratto dall'album Fantasia veneziana. 

## Tracce
1. Perle d'oriente – 2:45 (musica: Gian Piero Reverberi e Laura Giordano)
2. La Giudecca – 2:49 (musica: Gian Piero Reverberi e Laura Giordano)